# Vandalismus

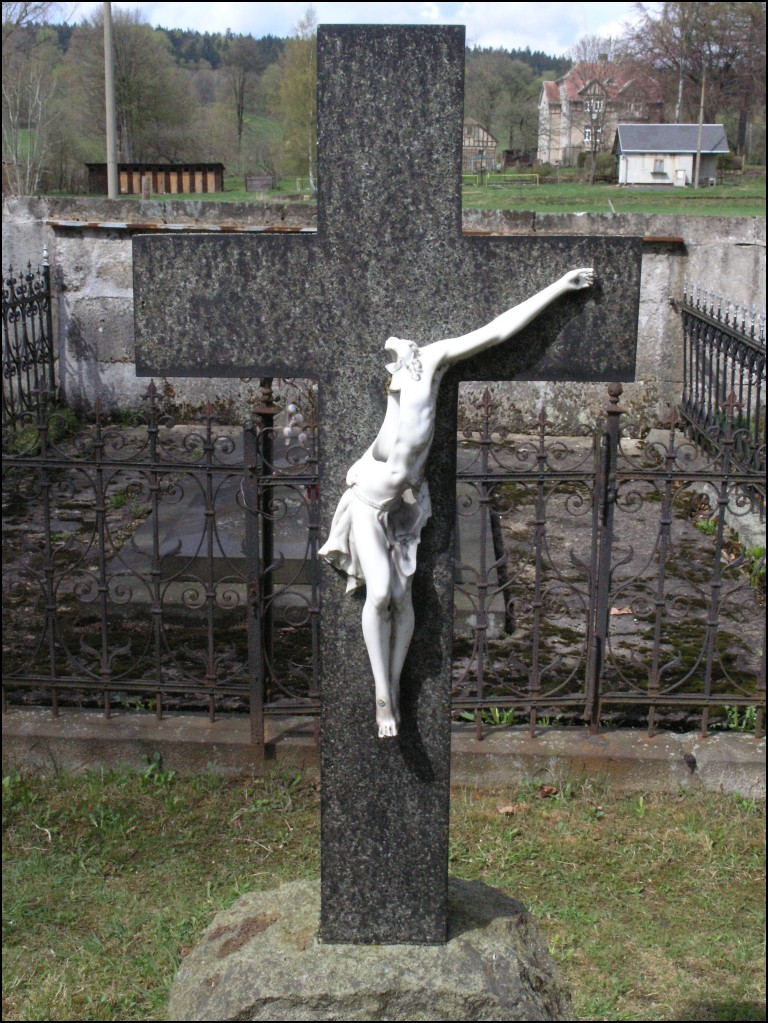
Náhrobek na brtnickém hřbitově poničený vandaly

Jako vandalismus se označuje svévolné poškozování a ničení veřejného i soukromého majetku či podobných statků, které nepřinášejí pachateli žádné materiální obohacení a pro které pachatel zpravidla nemá žádný motiv – většinou tak koná jen pro vlastní potěšení či pro potřebu odreagovat se. 

## Vandalismus jako trestný čin
Z právního hlediska se jedná o trestný čin poškození cizí věci, který může být v případě velkého rozsahu potrestán odnětím svobody na dvě léta až šest let.

## Původ slova a vývoj významu
Slovo je odvozeno od jména germánského kmene Vandalů, kteří roku 455 dobyli velkou část Itálie a vyplenili Řím. Slovo vytvořil Henri Grégoire, konstituční biskup v Blois, během Francouzské revoluce, když jako vandalisme popsal některé stránky chování republikánské armády.
V pojetí Henri Grégoira byl vandalismus ničení historických a uměleckých památek; tento užší význam přejala i čeština. Ve 20. a 21. století se jako vandalismus označuje poškozování cizího majetku obecně.

## Nejčastější projevy vandalismu

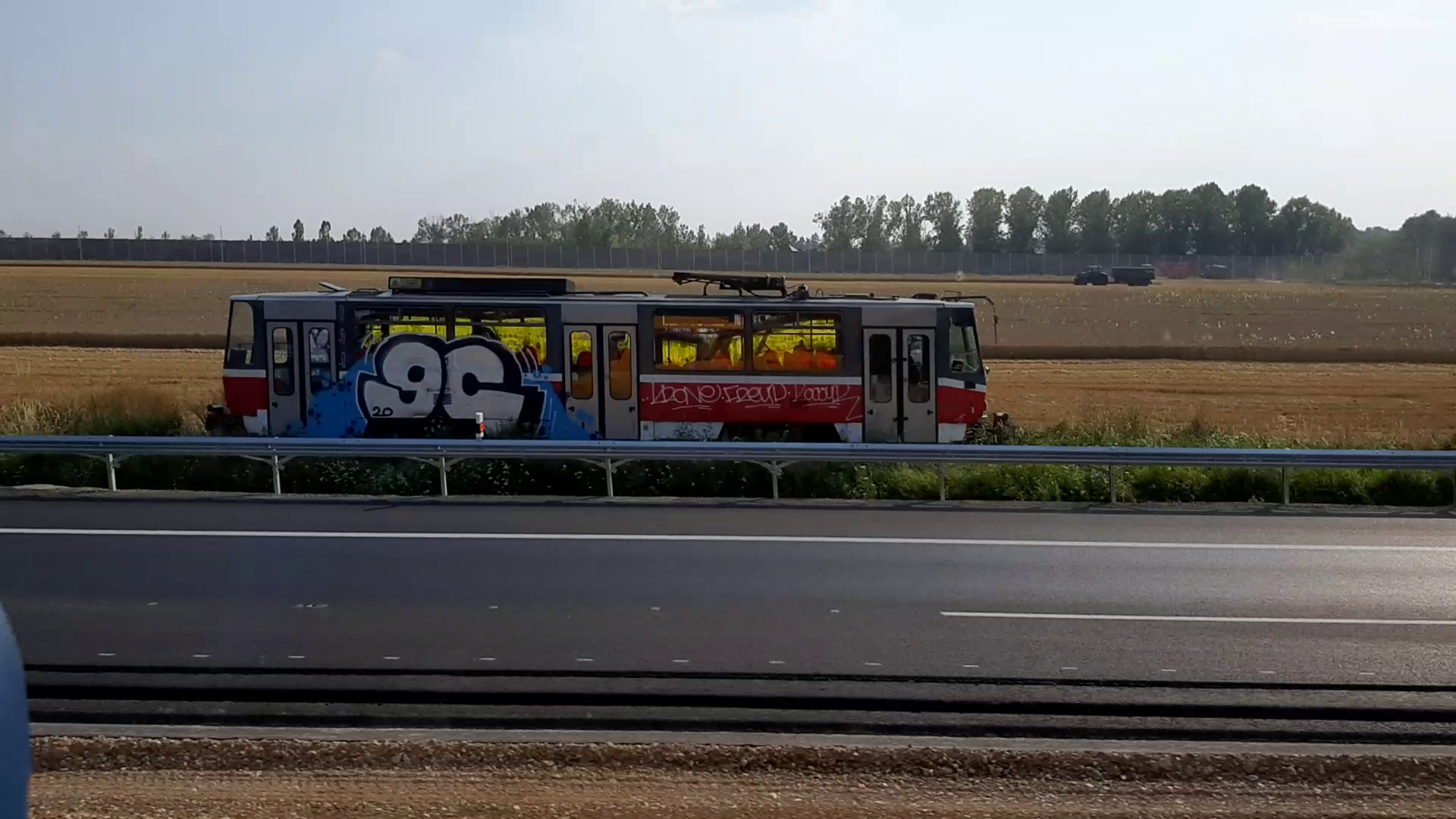
Tramvaj s graffiti nápisem ,,9C’’ na tramvaji T6A5 v ochranném pásmu dálnice D1 u Průhonic.

- graffiti na veřejných plochách a dopravních prostředcích
- demolování veřejných objektů či městského mobiliáře (např. ničení laviček, telefonních automatů, rozbíjení zastávek či výloh, ničení soch, náhrobků, značek apod.)
- poškozování soukromého majetku (zvonků, poštovních schránek, oken, plotů apod.)
- přesouvání veřejných objektů na jiná místa, jejich otáčení či ohýbání, např. dočasných dopravních značek tak, aby směřovaly jinam, než bylo původně zamýšleno
- odstraňování částí veřejných objektů, např. kusy laviček, židlí a stolů, písmen na podnicích apod.
- lepení nálepek na veřejné objekty, např. dopravní značky, lavičky apod.

Častým projevem vandalismu je i poškozování veřejné zeleně. Formou vandalismu může být i úmyslné narušování nočního klidu, resp. jakékoli hlučné, agresivní chování na veřejnosti, kterým jedinec, nebo skupina jedinců, napadá a poškozuje práva ostatních.

## Vandalismus dopravního značení
Krádež silničního značení nastává, když je dopravní značení odcizeno ze svého původního místa, kam bylo přiděleno státem, policií či zodpovědnou organizací v tomto oboru. 
Ačkoli se krádež značení jeví jako nahodilá, zařízení s neobvyklým, vtipným či zajímavým textem je častěji odcizováno než značení jiné. Podobný žert ale může být pro vlastníka nejen nákladný, ale i nebezpečný. 

### Postih v zákoně
Obvykle je krádež silničního značení posuzováno jako každá jiná krádež.[zdroj?] Pokud je důsledkem krádeže zranění, zloději mohou za ně také být také trestně zodpovědní. 

### Prevence
V některých místech[kde?] dávají na značení nálepky, které varují před trestem za odcizení. Některá města (např. Toronto) používají pro připevnění značení speciální šrouby. Pro některé velmi známé značky, rozhodly úřady o kompletní změně jména. Určitá města[kde?] se stejným problémem se rozhodla místo reálných značek nasprejovat jméno či značení na uliční zdi. Jiné obce nabízení ke koupi repliky značení.[zdroj?]

## Příklady projevů vandalismu

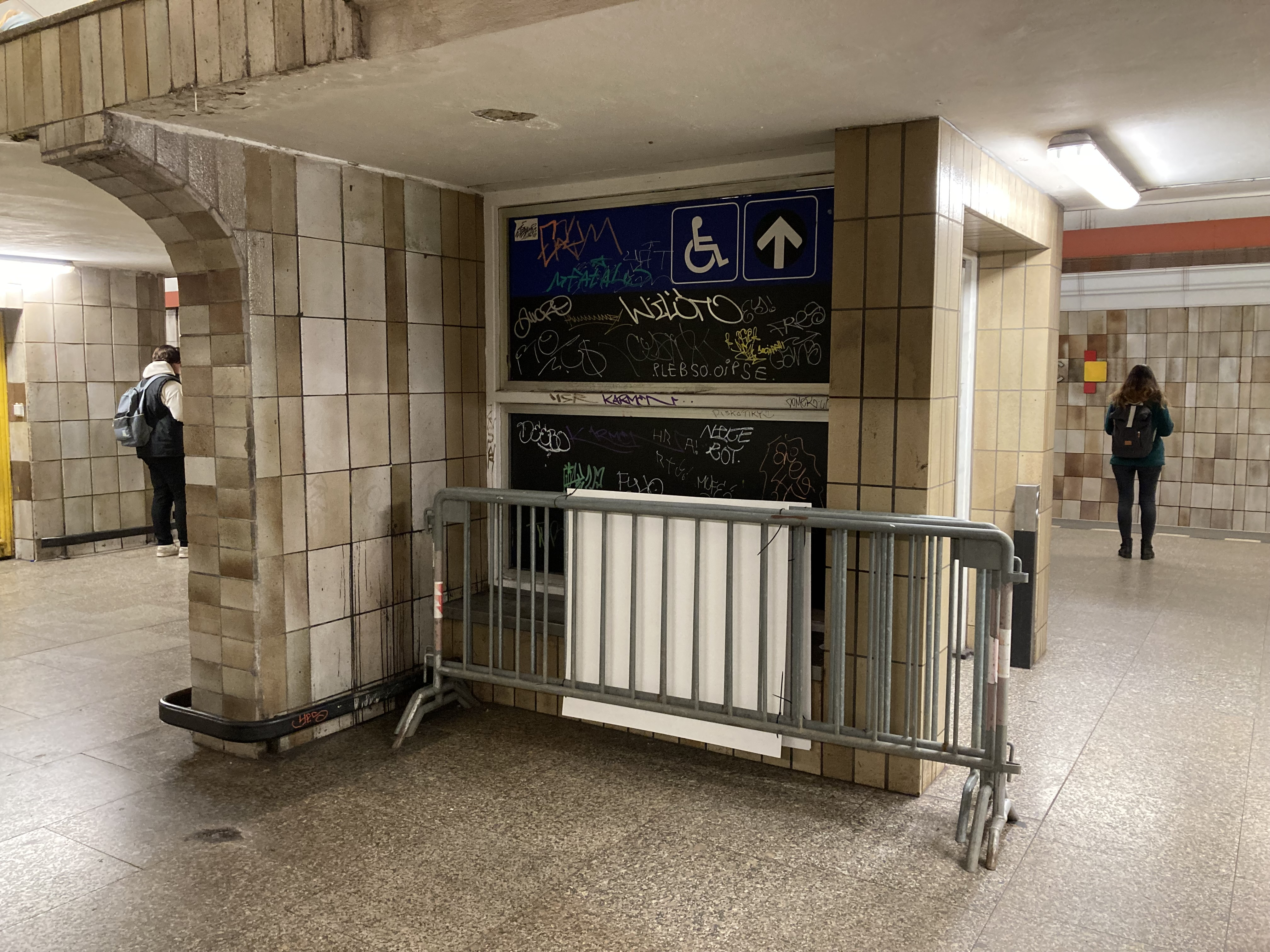
Potagovaný prostor pražského metra
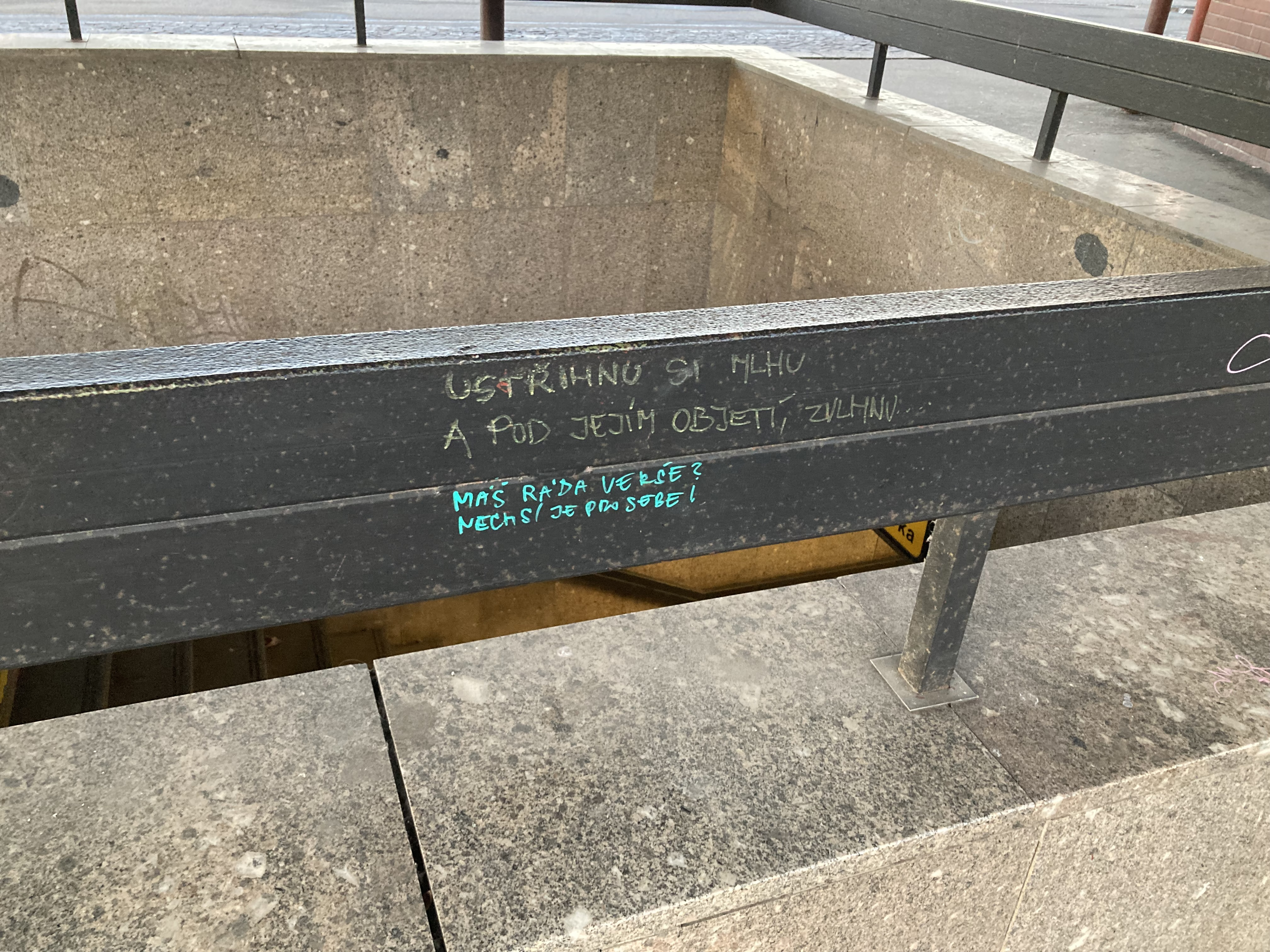
Psaní "básniček" po zábradlí
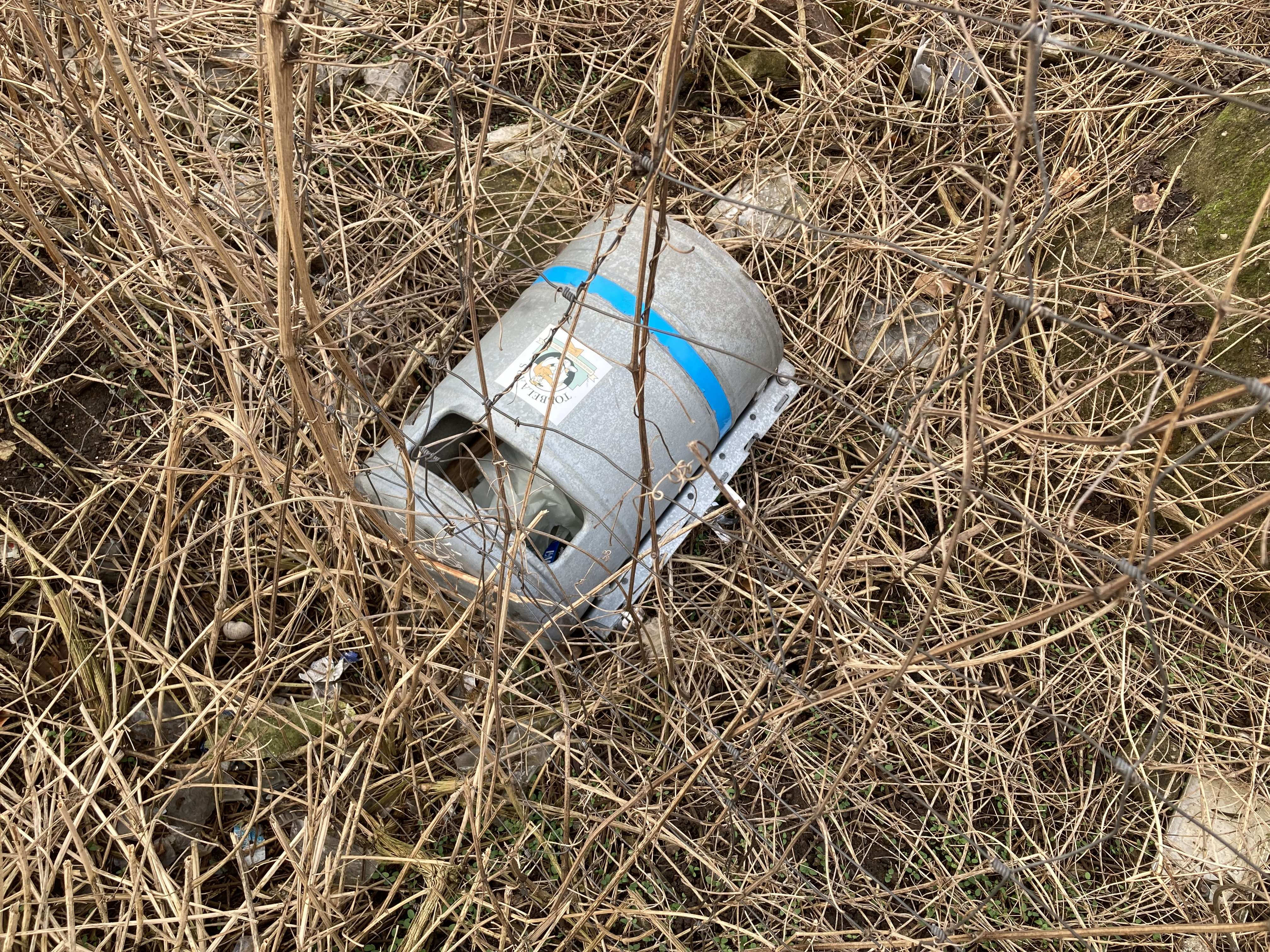
Vylomený veřejný odpadkový koš
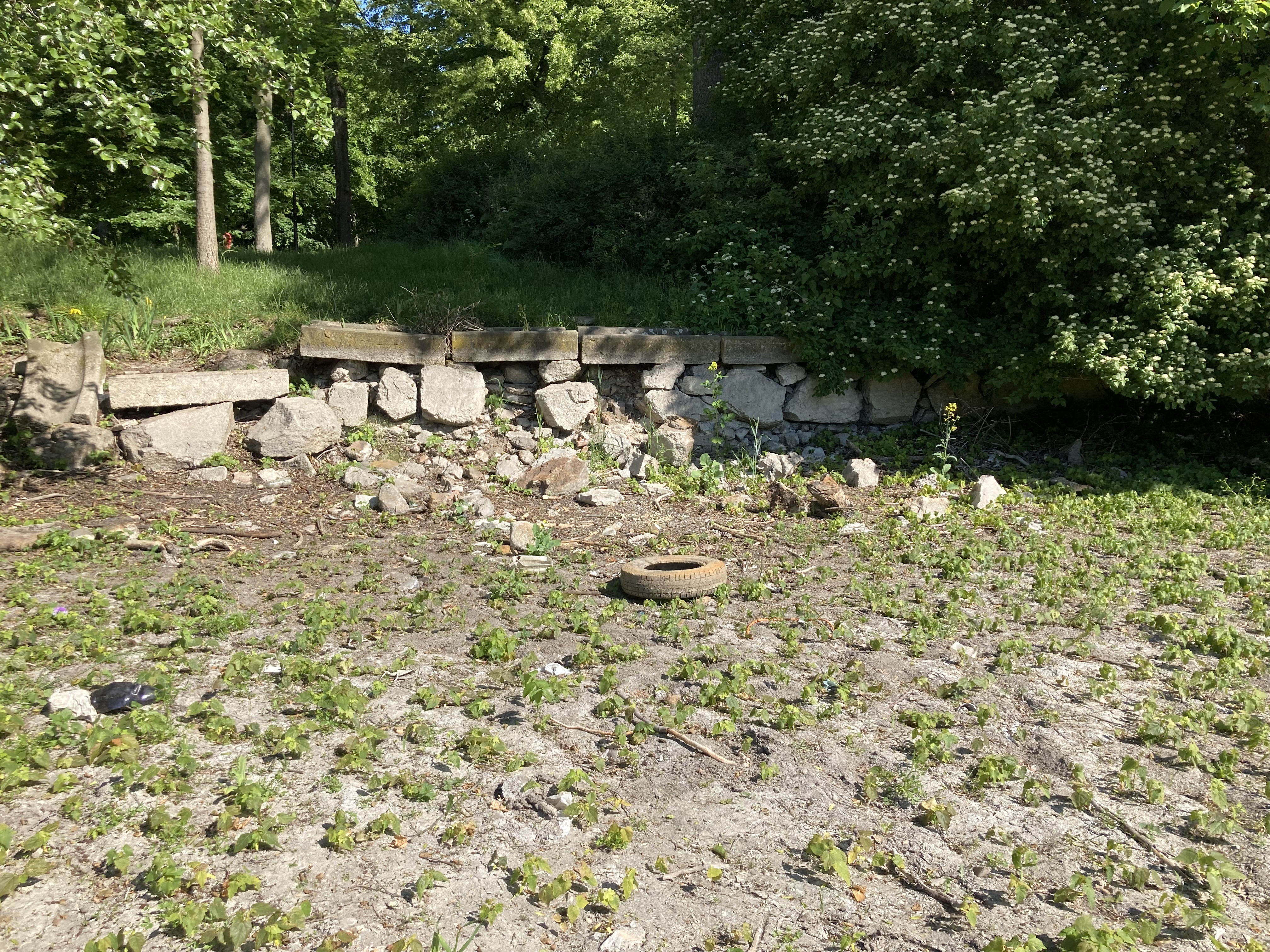
Vypuštěný rybník s odpadky
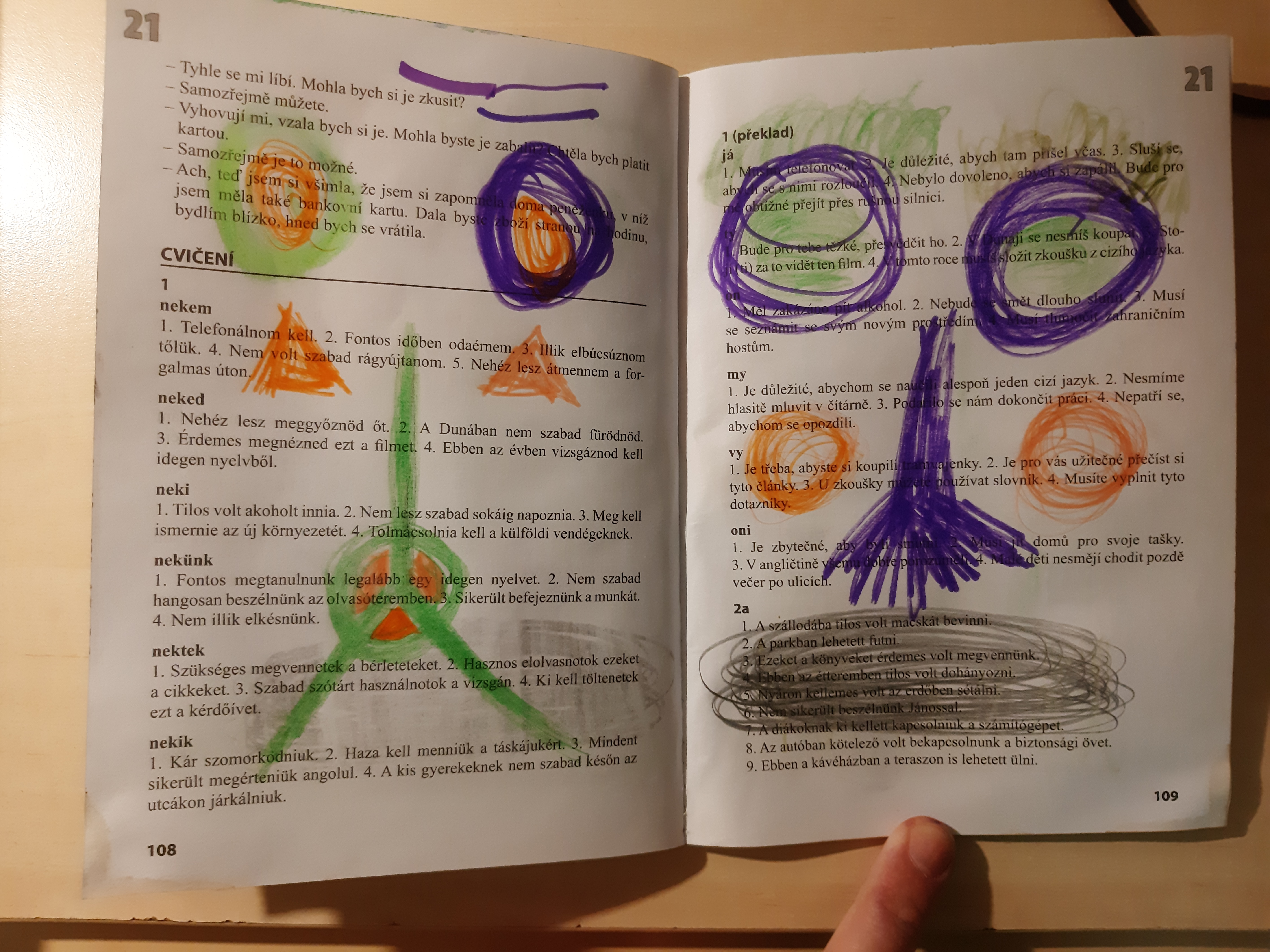
Počmáraná kniha z veřejné knihovny

## Vandalismus na webových stránkách
Vandalismus je rovněž označení pro nežádoucí změny poškozující obsah webových stránek. Nejčastěji se týká webů umožňujících volnou editaci jejich obsahu všem návštěvníkům, např. Wikipedie, Fandom, OpenStreetMap a jiné.

### Vandalismus na Wikipedii
Za vandalismus ve Wikipedii se považuje taková změna, která ji úmyslně poškozuje. Nejčastějšími druhy vandalismu jsou tzv. dětinský vandalismus a hloupé vtípky. Autory takových redakcí bývají nejčastěji anonymové nebo redakce pocházejí z loutkových účtů. Vandalismus též často vzniká na školních počítačích. Díky obranným mechanismům Wikipedie bývají vandalské redakce odstraňovány v řádu minut po vzniku, ve vážnějších případech jsou jejich autoři blokováni a do Wikipedie nemohou přispívat. 
Nejedná se sice o trestný čin poškození cizí věci, jako je tomu u běžně chápaného vandalismu, protože právo upravovat Wikipedii má každý. Vandalské činy však poškozují kvalitu a důvěryhodnost internetové encyklopedie; Wikipedie se jim proto účinně brání.